# Dha-lalam
Dha-lalam är en ö i Eritrea. Den ligger i den nordöstra delen av landet, 150 km nordost om huvudstaden Asmara.